# Weird Scenes Inside the Gold Mine
Weird Scenes Inside the Gold Mine is het tweede compilatiealbum van The Doors. Het verscheen als dubbel-LP in januari 1972.

## Tracklist

### Plaat 1
Kant 1:
1. Break On Through (To the Other Side) (2:25)
2. Strange Days (3:05)
3. Shaman's Blues (4:45)
4. Love Street (3:06)
5. Peace Frog/Blue Sunday (5:00)
6. The WASP (Texas Radio & the Big Beat) (4:12)
7. End of the Night (2:49)

Kant 2:
1. Love Her Madly (3:18)
2. Spanish Caravan (2:58)
3. Ship of Fools (3:06)
4. The Spy (4:15)
5. The End (11:35)

### Plaat 2
Kant 1:
1. Take It as It Comes (2:13)
2. Runnin' Blue (2:27)
3. L.A. Woman (7:49)
4. Five to One (4:22)
5. Who Scared You (3:51)
6. Don't Go No Farther (3:37)

Kant 2:
1. Riders on the Storm (7:14)
2. Maggie M'Gill (4:25)
3. Horse Latitudes (1:30)
4. When the Music's Over (11:00)

Jim Morrison · Robby Krieger · Ray Manzarek · John Densmore